# Гигу, Элизабет
Элизабет Валье (фр. Élisabeth Vallier), по мужу Элизабет Гигу (фр. Élisabeth Guigou; род. 6 августа 1946, Марракеш, Четвёртая французская республика) — французский политик, министр правительств Лионеля Жоспена (1997—2002).

## Биография
Родилась 6 августа 1946 года в Марракеше (французский протекторат Марокко). Её отец — представитель семьи Валье из окрестностей Апта в Провансе, владел в Марокко сельскохозяйственным предприятием, мать — Янин Флеккья (Jeannine Flecchia), итальянского происхождения. В 1956 году семья переехала во Францию. Элизабет окончила филологический факультет университета Монпелье-III, где изучала английский язык, в 1972—1974 годах окончила Национальную школу администрации. В 1973 году вступила в Социалистическую партию, с 1982 года работала в аппарате Жака Делора, затем — в администрации президента Миттерана, специализируясь на международных финансовых и экономических проблемах.
В 1990—1993 годах являлась министром-делегатом по европейским делам, в 1997 году получила портфель министра юстиции, в 2000 году заняла должность министра занятости и солидарности. С 2002 года являлась депутатом Национального собрания Франции, избираясь в департаменте Сен-Сен-Дени, но в 2017 году проиграла очередные выборы и решила уйти из политики. В 2020 году возглавила Независимую комиссию по проблеме инцеста и сексуального насилия против детей.

## Труды
- Pour les Européens, Flammarion, 1994.
- Être femme en politique, Plon, 1999.
- Une femme au cœur de l’État, Fayard, 2000, entretiens avec Pierre Favier et Michel Martin-Roland.
- Exclusion sociale et Pauvreté en Europe, La Documentation française, 2001.
- Le sacre du temps libre, L’Aube, 2002.
- Exclusion et liens financiers : Rapport du Centre Walras 2002, Economica, 2002.
- Je vous parle d’Europe, Le Seuil, 2004.
- Rallumer les étoiles, Calmann-Lévy, 2006.
- Pour une Europe juste, Le Cherche Midi, 2011
- L’Europe. Les défis à venir de la première puissance économique mondiale, Le Cherche Midi, 2014